# Haplidia indaryi
Haplidia indaryi är en skalbaggsart som beskrevs av Olivier Montreuil 2005. Haplidia indaryi ingår i släktet Haplidia och familjen Melolonthidae. Inga underarter finns listade i Catalogue of Life.